# Иван Бачев
Иван Атанасов Бачев е български офицер, генерал-майор.

## Биография
Роден е на 11 април 1941 г. в Плевен. Завършва Висшето народно военновъздушно училище „Георги Бенковски“ в Долна Митрополия. От 1977 до 1978 г. е командир на трети учебен авиационен полк. Между 1983 и 1990 г. е заместник-началник на Висшето военновъздушно училище, което е завършил. От 1990 до 1999 г. началник на същото училище. На 24 август 1998 г. е назначен за изпълняващ длъжността началник на ВВВУ „Г. Бенковски“ за срок 1 година, считано от 1 септември 1998 г. На 3 май 1999 г. е освободен от длъжността началник на Висшето военновъздушно училище „Г. Бенковски“ и назначен за изпълняващ длъжността главен инспектор на Военновъздушните сили в Инспектората на Министерството на отбраната. Основател и член на клуб „Авиация“. На 23 декември 1999 г. е освободен от длъжността главен инспектор на Военновъздушните сили в Инспектората на Министерството на отбраната и от кадрова военна служба.

## Военни звания
- Генерал-майор (1991)